# Phytocoris interspersus
Phytocoris interspersus är en insektsart som beskrevs av Philip Reese Uhler 1895. Phytocoris interspersus ingår i släktet Phytocoris och familjen ängsskinnbaggar. Inga underarter finns listade i Catalogue of Life.